# Mabrouck Jomode Elie Getty
Mabrouck Jomode Elie Getty, né le 26 octobre 1978 à Sebha, est un militant libyen des droits de l'homme, qui lutte notamment contre les mines antipersonnel.

## Biographie
Mabrouck Jomode Elie Getty est Toubou, du Clan Royal Toumagra ou Toumaghra, la famille royal Toubou, Derde des Toubous, de la dynastie Derde Arami, il est le sixième petit-fils, du côté du père.
Connu sous le nom de Dr Mabrouck Sebhawi pendant la guerre civile libyenne de 2011, il est un défenseur des droits des peuples Toubou exilé en France depuis 2000,, une minorité dans le sud de la Libye opprimée sous Mouammar Kadhafi.  
Il fait partie des ex-révolutionnaires du 17 février 2011. Après la mort de Kadhafi, il déclare avoir cessé ses activités politiques en octobre 2011 pour se lancer dans les affaires. Il achète avec des associés toubous, une petite compagnie aérienne, ainsi que trois sociétés fusionnées pour former la PME Murzuq Oil. Le président de la société, Murzuq Oil depose offre seul sans associe, sont le dossier a été retenu par le tribunal de commerce de Rouen, avec Netoil candidat concurrent   pour reprendre la raffinerie de Petit-Couronne,  en liquidation judiciaire.16 avril 2013 Le tribunal de commerce de Rouen a rejeté les deux offres de reprise en lice, dont celle de Murzuq  Oil et Netoil.
Murzuq oil,  devenue société de droit américain  octobre 2017.   

### Affaire Mediapart-Sarkozy
Mabrouck Jomode Elie Getty est témoin  de Sarkozy dans sa plainte contre Mediapart pour "usage de faux" dans l’affaire du financement libyen de ce dernier. 

### Conflit dans sud de la Libye
Mabrouck Jomode Elie Getty est le chef de la délégation toubou qui a signé l'accord de paix Toubou-Arab (conflit Sebha mars-avril 2012 à janvier février 2014), il a négocié avec Sant Edigio l'accord de paix à Rome le 6 octobre 2016.
Mabrouck Jomode Elie Getty négocie pendant 1 an puis signe l'accord pour la paix, puis l'accord définitif avec le vice président de la Libye et ministre de l'intérieur de l'Italie.
Il négocie avec la garde pétrolière pour débloquer l'accès au pétrole.

### Conseil national toubou
Mabrouck Jomode Elie Getty est Fondateur et le président  du Conseil National Toubou depuis 14 septembre 1999. 
Conseil National Toubou une organisation secrète anti-Kadhafi, 2011 depuis tous ces membres sont devenus des personnalités importantes en Libye. 